# Radelchis I de Benevento
Radelchis I (numit și Radalgis) (d. 851) a fost inițial trezorierul, iar apoi principele longobard de Benevento din anul 839 până la moarte.
Radelchis a preluat tronul prin asasinarea principelui Sicard și aruncarea în închisoare a fratelui lui Sicard, Siconulf.
În conformitate cu Chronica S. Benedicti Casinensis, gastaldul de Capua, Landulf "cel Bătrân", care fusese aliat al lui Sicard, l-a eliberat pe Siconulf din închisoare și, având sprijinul lui Guaifer din familia Dauferizilor din Salerno, l-au adus în acel oraș pentru a-l proclama principe, în opoziție cu Radelchis. Acest moment a marcat începutul unui război civil care avea să dureze mai mult de un deceniu; totodată, el a constituit nașterea unei noi formațiuni statale, Principatul de Salerno.
În 841, Radelchis a chemat în ajutor cete de mercenari sarazini, așa cum procedase în urmă cu patru ani și ducele Andrei al II-lea de Neapole. Mercenarii au prădat orașul Capua, forțându-l pe Landulf să construiască o nouă capitală pe dealul Triflisco. Siconulf a replicat apelând la rândul său la alte cete de sarazini. Devastările produse de cei doi conducători creștini și de bandele lor de sarazini au tulburat atât de mult sudul Italiei, încât regele Italiei, Ludovic al II-lea, de îndată ce a fost încoronat ca împărat romano-german, în 850, a pornit imediat să pacifice sudul Italiei. În 851, el a silit pe Radelchis și Siconulf să încheie pacea și să îi alunge pe sarazini din Benevento, Radelchis fiind bucuros să îi trădeze pe luptătorii din Emiratul de Bari.
Radelchis a divizat principatul în mod constant. El a fost succedat de fiul său, Radelgar.